# 北条氏規
北条 氏規（ほうじょう うじのり）は、戦国時代、安土桃山時代の武将。北条氏康の四男で、氏政・氏照の同母弟、氏邦の異母兄。相模国三崎城城主、伊豆国韮山城城将、上野国館林城城将。

## 生涯

### 今川家の人質として
天文14年（1545年）、第3代当主・北条氏康の四男として生まれる。
この当時、北条家の早川殿と今川家の今川氏真の縁談の約束があったが、早川殿がまだ幼少であるため、今川家に輿入れすることができなかった。このため、氏規が代わりに人質として送られた、とされている。ただし、今川家の精神的支柱であった寿桂尼（今川氏親未亡人）の実の孫であったことから、彼女が預かって養育する形が取られた。天文23年（1553年）、氏真と早川殿の婚姻が行われるが、氏規はその後も駿府に滞在した。これも早川殿が未だ出産できる年齢ではなかったためとされている。弘治2年頃に氏照が大石家を継承することになると、氏規は氏政に継ぐ地位、後継者の控えの地位につくことになった。
元服の時期は明確ではないが、小田原の実家ではなく駿府の今川義元の下で行われた。浅倉直美は元服を永禄元年（1558年）のこととし、氏規の「規」は今川氏の通字である「範」に通じることから採用されたとみている。永禄3年（1560年）に義元に元服後の助五郎で呼ばれている書状がある。氏真には兄弟はなく、有力な近親者は同世代の瀬名氏詮（後の信輝）くらいしか見当たらない状況にあり、氏規が駿府に滞在し続けたのは北条御一家衆としてよりも今川御一家衆としての立場が優先されたためと見られている。また、義元は重臣の朝比奈泰知（泰能の甥）の子とされる朝比奈泰寄と、同族の泰栄を氏規に付け、後に両名はそのまま氏規の家臣になったとされている。またこの頃、同じく今川家で人質として養育されていた松平竹千代、のちの徳川家康と知り合う。

### 帰還後
氏規は永禄5年（1562年）6月から永禄7年（1564年）6月8日の間に小田原に帰還した。
永禄9年（1566年）頃（とみられている）、『光源院殿御代當参衆並足軽以下衆覚』に、父・氏康、当主で兄の氏政とともに室町幕府将軍家直臣として氏規の名前があり、この時点でも氏康の次男的地位と位置づけられている。
同年以後は北条為昌の菩提者としての地位を岳父・北条綱成から引き継ぎ、永禄10年（1567年）三浦郡の支配権を綱成から、三浦衆の軍事指揮権を氏康から引き継いで、三浦郡の支配拠点であった三崎城を本拠にし、房総方面への軍事行動を担うようになった。この時に、三浦衆筆頭・三崎城代の山中康豊が家臣となった。永禄12年（1569年）に北条氏と武田信玄の抗争が開始されると、水軍を支配下とする氏規が伊豆防衛を担うようになり、徳川家など西方の政治勢力との外交交渉を担当するようになった。
同年より氏照が氏規の上位に位置づけられ、後継者控えという立場にはなくなったとみられている。氏政に子が数人存在するため、弟にその役割は不要となったためと考えられている。
元亀2年（1571年）10月、父・氏康が死去し、これを契機として、北条氏は上杉謙信と手を切り、再び武田家と講和を結んだ（甲相一和）。武田家との戦いがなくなったことにより、韮山城の軍事的位置づけが低下したため、同年11月末、氏規は韮山城将を解任されたと推測されている。
天正4年（1576年）から左馬助を名乗るようになる。天正5年（1577年）、美濃守に改める。同年9月、北条氏は房総半島の里見氏を中心とした勢力を平定すべく出兵した。氏政が東上総方面から本軍を率いて陸路侵攻し、氏規は海路から西上総に侵攻する両面作戦を展開。氏政は上総国の武田氏を従属させ、氏規は安房里見氏の本拠佐貫城に迫り圧力をかけた。10月に里見義弘が和睦を申し出、これを氏政は受け入れ、次女・竜寿院が義弘の嫡子里見義頼に嫁ぐことで同盟関係を築くことになった（房相一和）。
天正7年（1579年）3月、上杉家で「御館の乱」が起こり、氏規の兄弟・上杉景虎が死去した。このとき武田勝頼は相手方の景勝を支援していたため、甲相一和は破れ、氏規は天正8年（1580年）2月頃から再び韮山城将を兼ねたとみられる。氏規の韮山支配は、武田家滅亡の後もしばらく続き、現存する史料では、天正13年（1585年）9月付の印判状が最後となっている。
天正10年（1582年）、織田氏による武田征伐が始まり、同じく武田を攻めた北条氏も、氏政、氏直が駿河方面に出陣した。氏規は源五郎とともに、この先陣の総大将に任じられている。同年の天正壬午の乱では氏規は伊豆から駿河に侵攻し、9月12日徳川家康方の三枚橋城を攻撃せんとしたが迎撃されている。三枚橋城は落城せず、25日には氏政も出陣したものの城の攻略はできなかった。しかし御厨地域を征圧している。10月になって織田体制の織田信雄、織田信孝双方から徳川、北条両家に対して和睦の勧告があり、氏規は交渉担当となり10月29日に和睦は成立した。この講和の際、甲斐国の新府城を本陣としていた徳川家康の下に氏規が直接出向いて交渉したとされ、二人は今川家での人質時代の旧交を温めたと伝わる。
天正13年（1585年）1月、北条方の軍勢は、上野国館林城の長尾顕長を追い、城将として氏規が入った。前述の通り、この頃、韮山城将は退任したとみられている。館林城には重臣・南条因幡守を置き、自身は三崎城や小田原城にいた。
天正14年（1586年）3月8日並びに11日、氏政と徳川家康が伊豆駿河国境で直接会談に及んだ。11日に氏規は家康を三枚橋城まで送る役を命じられ、家康は労として氏規に兵糧米1万俵を贈り、宿老・朝比奈泰寄にも別に兵糧米1000俵を与えている。
天正17年（1589年）12月、三度、韮山城に在城していることが史料から確認できる。
この後、日本の大半を支配した豊臣秀吉と北条氏は従属を巡って交渉していたが、氏規は北条家の当主に代わって上洛し、豊臣方と数度の交渉に当たっている。しかし、最終的に氏規の働きは報われず、天正18年（1590年）、豊臣秀吉による「小田原征伐」が始まった。氏規は最前線のひとつである韮山城の守備を担当し、4万の豊臣方（総大将は織田信雄）を相手に3,640余とされる寡兵で4か月以上の間抗戦するという善戦ぶりを見せたが、最終的には家康と黒田官兵衛の説得を受けて開城した。
戦後は、高野山に蟄居処分となった北条氏直に従って高野山に赴いて蟄居した。のちに秀吉に許され、天正19年（1591年）には河内国錦部郡2,000石、文禄3年（1594年）には同国河内郡に6,980石を宛てがわれ、万石以下ながら狭山城主として相応の礼節を持って報いられている。なお、氏直も同時に許され、天正19年（1591年）8月に1万石の大名として復帰したが同年11月に病死した。その遺領のうち4,000石を氏直の養子となった氏規の長男・氏盛が継いでいる。
慶長5年（1600年）2月8日、病死。享年56。墓所は大坂の専念寺、法名は一睡院殿勝譽宗円大居士。氏盛による継承が認められ、それまでの領地と合わせ1万1000石となり、北条家は大名に復した。
子孫は、狭山藩藩主として明治維新まで存続した。

## 妻子について
- 妻・高源院は、北条綱成晩年の子であったとされる。曾孫・氏宗の代の寛永5年（1628年）6月14日に死去。法名は高源院殿玉誉妙顔大禅尼[30][31]。
- 高源院との婚姻は天正年間に入ってからとみられ、それ以前に今川氏の一門である関口氏純（氏広・親永）の娘を娶っていたとする説もある。これが事実ならば、その妻は徳川家康（当時は松平元康）の正室である築山殿の姉妹にあたる。また、浅倉直美はこの婚姻を婿養子としての縁組とし、「助五郎」の仮名は元々氏純の名乗りであったとする。この説は確定したものではないが、仮に婚姻が事実であれば、天正年間以前に死去したか、松平元康の今川氏からの離反によって関口氏純が自害に追い込まれた永禄5年（1562年）以降に離縁したとみられている。なお、氏規の小田原への帰還も、養父・氏純の失脚・自害が一因であるとしている[32][33][34][5]。その後、永禄6年（1563年）閏12月に関口氏純が署名をした文書の存在が確認されたことにより永禄5年に関口氏純が自害した事実が否定されたことから、永禄7年以前に氏規の妻が死去したために関口氏純と氏規の養子縁組が消滅したことで氏規の小田原帰還が実現したと推測されている[35]。
- 氏規の子女については、「寛永諸家系図伝」などでは四男三女が挙げられている[36]。「高室院文書」では次男として竜千代の存在が確認できる。系図では三男勘十郎のみ幼名が伝えられていないから、竜千代がそれにあたる可能性がある。次男・菊千代、四男・松千代は早世したと伝えられ、次男菊千代が早世したため、三男・竜千代が次男と称されたと考えれば整合的に解釈出来る[37]。
  - 三男勘十郎は天正8年（1580年）生まれ。幼名を竜千代と称したとみられる。天正15年（1587年）3月21日に、家臣朝比奈泰寄を子・勘十郎の陣代に任じている[38]。天正18年（1590年）1月には竜千代の被官が、本拠の三崎城か小田原城に籠城している[39]。既に竜千代衆ともいうべき独自の家臣団が編成されている。滅亡後は氏規と共にし、天正19年（1591年）12月27日には在京している[40]。その後の動向は勘十郎と同一人物とすれば、竜千代は豊臣秀次に仕え、秀次改易後は家康に仕えた。慶長5年（1600年）1月21日、父より1ヶ月前に死去。享年21。法名は松竜院殿月照梅翁大禅定門[30][41]。
  - 北条直定室は元和3年（1617年）6月18日に死去、法名智清禅定尼。日牌は子・氏時によって、氏時の紀伊入国後の元和9年（1623年）に建立された[41]。
  - 白樫三郎兵衛室は、元和元年（1615年）9月5日死去、法名安養院殿光誉松顔大禅定尼[30]。白樫氏は紀伊出身で浅野氏家臣と思われる[42]。
  - 娘の東条長頼室は、具体的なことは伝えられていない。東条長頼は受領名紀伊守を称し、父・行長が豊臣家から徳川家に転じたのに伴い、当初から家康に仕え、家康の旗本になったとされる[43][42]。東条長頼はのちに大藩である福島正則の改易の際の使者に選ばれるなど、一定の格式と重用が見られる。

## 人物
- 「改正三河後風土記」では、氏規を「智謀と武勇、双方の研鑽に励む北条一族の名将である」と評している[44]。
- 徳川家康から北条氏規宛の書状などが多数現存しており、後述の豊臣秀吉が後北条氏に上洛を求めた際には、家康からの働きかけは氏規に対するものが多く、家康が氏規を北条氏の窓口役として見ていた事実がうかがえる。
- 駿府人質時代に家康も駿府で人質となっていたため、この頃から二人に親交があったとする説があり、『大日本史料』などはこの説を載せている。また『駿国雑誌』（19世紀前期の駿河国の地誌、阿部正信著）・『武徳編年集成』では、家康と住居が隣同士だったとも伝えている。
- 今川義元が小田原に赴きその帰途の途中、「かみ」にも伝言を伝えられている。「かみ」は通常、母か妻を指す用語で義元と氏規の関係でいえば、寿桂尼は「大方様」と記されるはずであり、義元の正室はおらず、瑞渓院も小田原にいて該当しないため、残るのは氏規の妻ということになる。氏規が駿府時代に妻を娶ったことはこれまで分かっていないが、駿府で元服後、義元の仲介によって妻を娶った可能性を黒田基樹は指摘している[注釈 6]。
- 『北条五代記』によれば、氏規は小田原開城後に切腹を命じられた氏政・氏照の介錯を務めたが、その直後に兄らの後を追って自害しようとして騒動になり、居合わせた井伊直政が氏規を取り押さえて説得し、思いとどまらせたという[46]。

## 関連作品
- 伊東潤 『虚けの舞―織田信雄と北条氏規』 彩流社 、ISBN 4-7791-1139-0
- 今村翔吾『狐の城』（『蹴れ、彦五郎』収録）祥伝社、2022年